# 橘ノ圓天坊
橘ノ 圓天坊（たちばなの えんてんぼう、生年月日不詳（明治中期ころ） - 1944年12月5日）は、落語家（上方噺家）。本名は山口亀太郎。
1908年ころに初代橘ノ圓の門下で圓天坊となり、圓が率いる圓頂派に属し旅廻り専門の落語家となる。
詳しい年代は不明だが、いつしか圓頂派を離れ神戸を中心に京都などでも活動するようになる。
珍妙な顔の持ち主だったらしく、色気に乏しく無邪気な芸は子供や学生に人気を博した。主に滑稽噺を演じたようである。また一席終えた後は橘ノ圓譲りの『網上』『ずぼら』などの寄席踊りも披露していた。
SPレコードには『材木丁稚』『伊勢参宮神の賑』などの演目が残されている。